# Virginia Slims of Akron 1974
Virginia Slims of Akron 1974, також відомий під назвою Akron Tennis Open,  — жіночий тенісний турнір, що проходив на закритих кортах з килимовим покриттям University of Akron Memorial Hall в Акроні (США). Належав до серії Virginia Slims 1974. Турнір відбувся вдруге і тривав з 18 березня до 24 березня 1974 року. Біллі Джин Кінг здобула титул в одиночному розряді й отримала за це 10 тис. доларів.

## Фінальна частина

### Одиночний розряд
Біллі Джин Кінг —   Ненсі Гюнтер 6–3, 7–5

### Парний розряд
Розмарі Касалс /  Біллі Джин Кінг —  Джулі Гелдман /  Ольга Морозова 6–2, 6–4